# Люк Шенн
Люк Шенн (англ. Luke Schenn; 2 листопада 1989, м. Саскатун, Канада) — канадський хокеїст, захисник. Виступає за «Тампа-Бей Лайтнінг» у Національній хокейній лізі.
Виступав за «Келоуна Рокетс» (ЗХЛ), «Торонто Мейпл-Ліфс», «Філадельфія Флайєрс».
В чемпіонатах НХЛ — 494 матчі (24+88), у турнірах Кубка Стенлі — 7 матчів (1+0).
У складі національної збірної Канади учасник чемпіонатів світу 2009, 2011, 2012 і 2013 (31 матч, 1+4). У складі молодіжної збірної Канади учасник чемпіонату світу 2008. У складі юніорської збірної Канади учасник чемпіонату світу 2007.
Брат: Брейден Шенн.
Досягнення
- Срібний призер чемпіонату світу (2009)
- Переможець молодіжного чемпіонату світу (2008).
- Володар Кубка Стенлі (2020, 2021).